# بانک پذیرنده
بانک پذیرنده (یا به اختصار پذیرنده) بانک یا مؤسسه مالی ای است که پرداخت‌های کارت‌های نقدی یا اعتباری را از جانب مرچنت پردازش می‌کند. پذیرنده امکان پذیرش پرداخت‌های کارت اعتباری بانک‌های دیگر را به مرچنت می‌دهد.